# Jon Corzine
Jon Corzine (Taylorville, 1947. január 1. –) az Amerikai Egyesült Államok szenátora (New Jersey, 2001–2006).